# Dahuanqi
Dahuanqi (kinesiska: 大唤起乡, 大唤起) är en socken i Kina. Den ligger i provinsen Hebei, i den norra delen av landet, omkring 260 kilometer norr om huvudstaden Peking. Antalet invånare är 7 131. Befolkningen består av 3 537 kvinnor och 3 594 män. Barn under 15 år utgör 21,0 %, vuxna 15-64 år 70 %, och äldre över 65 år 7,0 %.
Genomsnittlig årsnederbörd är 590 millimeter. Den regnigaste månaden är juni, med i genomsnitt 158 mm nederbörd, och den torraste är januari, med 2 mm nederbörd.